# Kostel Zvěstování Panny Marie (Ostrov)
Kostel Zvěstování Panny Marie je raně barokní klášterní kostel nacházející se na jihozápadním okraji města Ostrov. Byl vystavěn v letech 1666–1673 na přání vévodkyně Anny Magdaleny Sasko-lauenburské a vysvěcen roku 1674 za přítomnosti arcibiskupa pražského Mathiase Ferdinanda Sobka z Bielenberka.

## Historie
Smlouvu na stavbu dne 22. května 1666 podepsal pražský stavitel Martin Reiner. Jestli byl i autorem plánů na stavbu, není zatím známo. Plán kostela se zachoval ve skicáři Wolfganga Dientzehofera, který pro Reinera pracoval. Sochařským vybavením byl pověřen sochař Martin Möckel. V roce 1673 vyrobil císařský zvonař Nikolaus Löw z Prahy pro klášter tři zvony, dva cimbály k hodinám a pět oltářních zvonků. 
Během 1. světové války bylo rozhodnuto o zabavení nejmenšího zvonu pro válečné účely. Nakonec byl odebrán největší zvon i zvon malý a nejmenší. Během 2. světové války byl kostel zabaven Sestrám křesťanské lásky. Roku 1953 byl převeden do majetku československé armády a osazen vojáky. Celý areál i s kostelem byl poté zcela zdevastován. Vybavení bylo zničeno nebo rozkradeno. Jediný dochovaný zvon je zvon střední - sv. Anna. Z kostelní věže byl z bezpečnostních důvodů sejmut dne 17. 11. 1989. Od té doby je klášterní kostel bez zvonů. V současné době se střední zvon nachází ve věži ostrovského farního kostela sv. Michaela.
V letech 2001–2007 město Ostrov přistoupilo na celkovou rekonstrukci kostela i klášterního areálu. Kostel nyní slouží jako kulturní centrum a pro výstavu porcelánu.